# Velletri
Velletri és una ciutat d'Itàlia a la regió del Laci, a la ciutat metropolitana de Roma Capital, amb uns 52.000 habitants (2008). Està situada al vessant sud dels Monti Albani a 380 metres d'altura. Té indústria vitícola i ramadera. És diòcesi suburbicària.
La ciutat es va crear a l'edat mitjana, damunt les ruïnes de l'antiga ciutat romana de Velitres.
Com a monuments cal esmentar: la catedral romànica de Sant Climent (reformada al segle xviii); el campanar de 1353; l'església de Santa Maria de Trivio amb façana d'estil neoclàssic; el temple vuitavat de Santa Maria del Sangue, probablement de l'escola de Bramante; el Palazzo comunale atribuït a Giacomo della Porta (1575); i el Palazzo Ginnetti atribuït a Martino Longhi.
A l'edat mitjana formava part dels Estats Pontificis.

## Fills il·lustres
- Rogerio Giovanelli (1560-1615), compositor i mestre de capella de Sant Pere del Vaticà.